# Joker (kviz)
Joker je hrvatski televizijski kviz koji se prikazivao na  Novoj TV. Voditelj kviza je bio Frano Ridjan. Kviz se premijerno počeo prikazivati od 26. veljače 2024.
Kviz je najavljen uz otvaranje prijava 31. listopada 2023. Emisija je hrvatska inačica turskog kviza Joker koji su stvorili Rüyhan Duralı i njegova produkcijska kuća Erdi Yapım, u Turskoj je prikazano stotinjak epizoda od ožujka do studenoga 2014. godine.
Posljednja, 60. epizoda emitirana je 20. svibnja 2024.

## Pravila
Na početku igre natjecatelj dobiva sedam jokera. Oni mu pomažu izbrisati jedan odgovor u vrijeme kada je pitanje teško. Dva puta tijekom igre, nakon 4. i 8. pitanja ima priliku osvojiti nove jokere brzim odgovorima na kratka pitanja. Osim toga, natjecatelj na raspolaganju ima i bonus jokera, odnosno pomoć osobe koju dovodi sa sobom na kviz. Svaki pogrešan odgovor znači gubitak tri jokera, a ako više nema jokera, onda pada za tri mjesta na ljestvici novca. Natjecatelj ima mogućnost povući se na posljednjem pitanju, ali onda pada jedno mjesto na ljestvici novca.

### Nagrade
- 0 €
- 100 €
- 500 €
- 1 000 €
- 2 000 €
- 5 000 €
- 15 000 €

## Pregled emisije Hrvatska
Prvi natjecatelj koji je osvojio najvišu nagradu od 15.000 € je Filip Družinec.
| Sezona | Sezona | Epizode | Epizode | Originalno emitiranje | Originalno emitiranje |
| Sezona | Sezona | Epizode | Epizode | Premijera             | Finale                |
| ------ | ------ | ------- | ------- | --------------------- | --------------------- |
|        | 1.     | 60      | 60      | 26. veljače 2024.     | 20. svibnja 2024.     |

## Dobitnici 15.000 €
| # | Epizoda | Natjecatelj     | Datum            |
| - | ------- | --------------- | ---------------- |
| 1 | 9.      | Filip Družinec  | 5. ožujka 2024.  |
| 2 | 32.     | Dejan Cerovec   | 9. travnja 2024. |
| 3 | 52.     | Branka Grubišić | 8. svibnja 2024. |

## Međunarodne inačice
| Država           | Naziv              | Voditelj            | TV kuća      | Premijera          | Finale              |
| ---------------- | ------------------ | ------------------- | ------------ | ------------------ | ------------------- |
| Turska (izvorno) | Joker              | Hüseyin Avni Danyal | TRT 1        | 21. travnja 2014.  | studenoga 2014.     |
| Francuska        | Joker              | Olivier Minne       | France 2     | 16. veljače 2015.  | 29. kolovoza 2021.  |
| Poljska          | Joker              | Krzysztof Ibisz     | Super Polsat | 6. studenoga 2017. | 17. svibnja 2018.   |
| Portugal         | Joker              | Vasco Palmeirim     | RTP 1        | 27. kolovoza 2018. | još traje           |
| Slovenija        | Joker              | Mario Galunič       | TV SLO 1     | 23. veljače 2019.  | još traje           |
| Grčka            | Joker              | Alexis Georgoulis   | Open TV      | 28. rujna 2020.    | 4. rujna 2021.      |
| Španjolska       | El comodín de La 1 | Aitor Albizua       | La 1         | 3. listopada 2022. | 24. studenoga 2023. |
| Srbija           | Joker              | Voja Nedeljković    | Nova S       | 16. rujna 2024.    | 28. studenoga 2024. |

## Vanjske poveznice
- Službena stranica na stranicama Nove TV